# Königstein im Taunus
Königstein im Taunus es una ciudad satélite de Fráncfort, ubicada en las serranías de la cadena montañosa del Taunus. Es un pueblo principalmente residencial.
Fue aquí donde falleció la hija menor del príncipe alemán Guillermo, la princesa Cecilia de Prusia, que expulsó su último aliento repentinamente mientras visitaba el pueblo en su época en la que deseaba volver a vivir en Alemania permanentemente.
Se desconoce la fecha de su fundación, aunque ya es mencionada en documentos de 1215. Su iglesia fue construida por el arquitecto alemán George Bähr.